# Nyssia aemula
Nyssia aemula là một loài bướm đêm trong họ Geometridae.